# Freiburg Seminar für Mathematik und Naturwissenschaften
Das Freiburg Seminar für Mathematik und Naturwissenschaften ist eine Institution in Freiburg im Breisgau, die besonders befähigte und interessierte Schülerinnen und Schüler aus Freiburg, dem Landkreis Emmendingen und dem Landkreis Breisgau-Hochschwarzwald in naturwissenschaftlichen und mathematischen Themenfeldern fördert. Das Freiburg-Seminar besteht seit dem Schuljahr 1994/95 und steht aktuell unter der Leitung von Markus Eppinger und Ingo Kilian. Im Schuljahr 2017/18 besuchen etwa 250 Teilnehmer die 18 Arbeitsgemeinschaften.

## Teilnahme
Um am Freiburg Seminar teilnehmen zu können, muss man Schüler eines (beruflichen) Gymnasiums in Freiburg, dem Landkreis Breisgau-Hochschwarzwald oder dem Landkreis Emmendingen sein. Die Auswahl der Teilnehmer erfolgt über eine Einsicht in die Halbjahresinformationen der Schüler sowie eine Art Bewerbungsgespräch. Schüler, die bereits Teil des Freiburg-Seminars sind, können sich ohne Anmeldung für das nächste Schuljahr einschreiben. Die Teilnahme am Freiburg-Seminar ist kostenlos, verlangt werden lediglich eine regelmäßige Anwesenheit bei den AG-Sitzungen, der Besuch von drei der insgesamt sechs Vorträgen zu naturwissenschaftlichen Themen sowie die Teilnahme an einer Exkursion.
Am Ende des Schuljahres erhalten alle Teilnehmer, die die Bedingungen erfüllt haben, ein Zertifikat.
Der Anteil der weiblichen Teilnehmer betrug im Schuljahr 2014/15 30,8 % und 2015/16 36,5 %.

## Arbeitsgemeinschaften
Im Schuljahr 2018/19 bietet das Freiburg-Seminar 20 Arbeitsgemeinschaften an. Zu den Themengebieten gehören die Mathematik, Physik, Chemie, Biologie, Informatik, Technik und Geographie. Die Arbeitsgemeinschaften werden von Gymnasiallehrern geleitet, es finden wöchentlich 90-minütige Treffen statt, welche durch Exkursionen ergänzt werden.
Arbeitsgemeinschaften im Schuljahr 2018/19
| Arbeitsgemeinschaft                                                        | Fachbereich | Klassenstufen    | Ort                                                            | Bemerkungen |
| -------------------------------------------------------------------------- | ----------- | ---------------- | -------------------------------------------------------------- | ----------- |
| Blick über den Zaun – Mathematik jenseits des Schulstoffs                  | Mathematik  | 7-10             | Richard-Fehrenbach-Gewerbeschule Freiburg                      |             |
| Kryptologie – Geheimschriften und Codes                                    | Mathematik  | 10-12            | Rotteck-Gymnasium Freiburg                                     |             |
| Angewandte Physik                                                          | Physik      | 10-13            | Richard-Fehrenbach-Gewerbeschule Freiburg                      |             |
| Astrophysik                                                                | Physik      | 9-13             | Kepler-Gymnasium Freiburg                                      |             |
| Physik trifft Technik                                                      | Physik      | 7-9              | Rotteck-Gymnasium Freiburg                                     |             |
| Physik & Technik                                                           | Physik      | 10-13            | Richard-Fehrenbach-Gewerbeschule Freiburg                      |             |
| Teilchenphysik                                                             | Physik      | 10-13            | Rotteck-Gymnasium Freiburg                                     |             |
| Supermarkt der Chemie                                                      | Chemie      | 7-10             | Theodor-Heuss-Gymnasium Freiburg                               |             |
| Biologie – ganz praktisch                                                  | Biologie    | 7-10             | Rotteck-Gymnasium Freiburg                                     |             |
| Blick in die Zelle – Anschaulich zum biologischen 3D-Bild                  | Biologie    |                  | Berthold-Gymnasium Freiburg                                    |             |
| Gentechnik – in der Forensik und Medizin                                   | Biologie    | 9-10             | Kreisgymnasium Bad Krozingen                                   |             |
| Computer spielen – wie eigentlich?                                         | Informatik  | 7-11             | Uni Freiburg (Technische Fakultät)/Sick Bildungshaus Waldkirch |             |
| Programmierung für Fortgeschrittene – von Hashtabellen bis Design Patterns | Informatik  | 10-13            | Richard-Fehrenbach-Gewerbeschule Freiburg                      |             |
| Neuronale Netze – Machine Learning Teil 2                                  | Informatik  | 9-13             | Uni Freiburg (Technische Fakultät)                             |             |
| Angewandte Robotik I                                                       | Technik     | Ab Jahrgang 2004 | Albert-Schweitzer-Gymnasium Gundelfingen                       |             |
| Angewandte Robotik II                                                      | Technik     | Ab Jahrgang 2004 | St. Ursula Gymnasium Freiburg                                  |             |
| Mikrocontroller und Automatisierung                                        | Technik     | 9-13             | Marie-Curie-Gymnasium Kirchzarten                              |             |
| Luftqualität in Freiburg – Messung und Analyse                             | Geographie  | 8-12             | Wentzinger-Gymnasium Freiburg                                  |             |
| Mathe Junior-Club                                                          | Junior Club | 5-6              | Sankt Ursula Gymnasium Freiburg                                |             |
| Science Junior-Club                                                        | Junior Club | 5-6              | Kreisgymnasium Bad Krozingen                                   |             |

## Vorträge
Jährlich finden sechs Vorträge statt, bei denen Experten aus Forschung und Wirtschaft als Referenten auftreten. Die Themen, welche zur Sprache kommen, gehen in der Regel über Unterrichtsthemen hinaus. Am Ende haben die Schüler immer die Möglichkeit, Rückfragen zu stellen.
Vorträge der letzten Jahre
2015
- Flüsterpost 2.0 von Peter Fischer
- Biocombust: biomass-energie-health von Reto Gieré
- Informationsverarbeitung an den Membranen von Nervenzellen von Bernd Fakler
- Erdbeben in Baden-Württemberg von Brüstle
- Mathematische Ornamente von Wolfgang Soergel
- Ideen aus der Biologie für die Technik der Zukunft von Th. Speck[1]

2016
- Schlaganfall; Erkennen-Behandeln-Rehabilitation von Andreas Hetzel
- DNA-chips: Molecules to change the world von Günther Roth
- Wälder im Kontext der Nachhaltigkeit und ihre Rolle im Klimawandel von Till Pistorius
- Digitale Holographie von Tobias Beckmann
- Von Hirudin und Warfarin zu Dabigatran von Andreas Clemens[2]

2017
- Arzneimittelentwicklung bei Kindern und Jugendlichen von Andreas Clemens
- Dunkle Zeiten von Horst Fischer
- Experimentalvortrag zum Verbundprojekt "HolMos" vorgetragen von der sich damit beschäftigenden Arbeitsgemeinschaft
- Die Mathematik beim Papierfalten von Schmitt-Hartmann
- Fliegendes Lokalisierungssystem zur Rettung und Bergung von Verschütteten von Robert Tannhäuser
- Proteintransport und -faltung in der Zelle und die kleinsten Kraftwerke der Welt von Jan Brix[3]

2018
- Naturstoffe – Vorbilder für die moderne Arzneistoffforschung von Andreas Bechthold und Fabienne Gutacker
- Urknall, Sterne und Explosionen – Woher kommen unsere Elemente von Rolf Schlichenmaier
- Abschlussvortrag des Projekts "HolMos"
- Einblicke in die Pharmaindustrie – verschiedene Berufe in einem Pharmakonzern von Andreas Clemens
- Forschungsprojekte aus der Synthetischen Biologie von Wilfried Weber

## Erfolge
Immer wieder nehmen Teilnehmer und Arbeitsgemeinschaften erfolgreich an Wettbewerben teil, so konnten im Schuljahr 2014/15 sieben Teilnehmer Siege beim Landes- bzw. Bundeswettbewerb für Mathematik einfahren. Im Schuljahr 2016/17 erreichte eine Teilnehmerin den zweiten Platz beim internationalen Wettbewerb "International Year of Global Understanding".
2019 hat ein Teilnehmer des Freiburg-Seminars den Technologiewettbewerb "Invent a chip", der unter anderem vom Bundesforschungsministerium ausgeschrieben wurde, gewonnen.
Zudem entstehen immer wieder Kooperationen zwischen dem Freiburg Seminar und Firmen. So kooperierte im Schuljahr 2014/15 die Mikrocontroller-AG mit der Testo AG. Im Zeitraum von 2013 bis 2017 kooperierte die AG Digitale Geographie mit der Firma ESRI.